# Calathusa hypotherma
Calathusa hypotherma är en fjärilsart som beskrevs av Oswald Beltram Lower 1903. Calathusa hypotherma ingår i släktet Calathusa och familjen trågspinnare. Inga underarter finns listade i Catalogue of Life.